# Diócesis de Hongdong
La diócesis de Hongdong, de Hongtong o de Hungtung (en latín: Dioecesis Homtomensis y en chino: 天主教洪洞教区) es una circunscripción eclesiástica de la Iglesia católica en China. Se trata de una diócesis latina, sufragánea de la arquidiócesis de Taiyuan. Desde el 22 de diciembre de 2020 su obispo es Pietro Liu Genzhu, aunque para el Anuario Pontificio es sede vacante desde el 21 de diciembre de 1991. El 15 de julio de 1982 la Asociación Patriótica Católica China la renombró diócesis de Linfen, sin asentimiento de la Santa Sede.

## Territorio y organización
La diócesis extiende su jurisdicción sobre los fieles católicos de rito latino residentes en parte de la provincia de Shanxi.
La sede de la diócesis se encuentra en el condado de Hongtong (o Hongdong), en la ciudad prefectura de Linfen, en donde se halla la catedral, que fue demolida por el gobierno en 1958 y reconstruida en 2002.
Para 1950 el Anuario Pontificio no publicó el número de parroquias.

## Historia
La prefectura apostólica de Hongdong fue erigida el 17 de junio de 1932 mediante el breve Cum vicariatus del papa Pío XI, obteniendo el territorio del vicariato apostólico de Luanfu (hoy diócesis de Lu'an).
El 18 de abril de 1950 la prefectura apostólica fue elevada a diócesis con la bula Ad episcopalis hierarchiae del papa Pío XII.
El 17 de mayo de 1948 el Partido Comunista de China capturó Linfen, se impuso en la guerra civil y proclamó la República Popular China el 1 de octubre de 1949. El 4 de septiembre de 1951 China comunista expulsó al nuncio apostólico Antonio Riberi y la Santa Sede continuó reconociendo a la República de China en Taiwán como el legítimo gobierno chino. Todos los misioneros extranjeros fueron expulsados de China comunista en 1952.
La Asociación Patriótica Católica China fue creada con el apoyo de la Oficina de Asuntos Religiosos de la República Popular de China en 1957, con el objetivo de controlar las actividades de los católicos en China. Su nombre público es Iglesia católica china y es referida como la "Iglesia oficial" en contraposición a la "Iglesia subterránea" o "Iglesia clandestina" leal a la Santa Sede.
En el período de 1966 a 1976 la Revolución Cultural se ensañó especialmente contra la religión, destruyéndose numerosas iglesias y cesaron todas las actividades religiosas en la diócesis. La diócesis reasumió sus actividades en la década de 1980.
El 15 de julio de 1982 la Asociación Patriótica Católica China la renombró diócesis de Linfen, sin asentimiento de la Santa Sede.
Francisco Han Ting-pi, que nunca quiso reconocer ni unirse a la Asociación Patriótica Católica China, ordenó a principios de 1991 un obispo auxiliar para su diócesis, Joseph Sun Yuanmou, que probablemente sucedió a Ting-pi, fallecido en diciembre del mismo año, que a su vez falleció en 2006.
El 22 de septiembre de 2018 se firmó en Pekín el Acuerdo provisional entre la Santa Sede y la República Popular de China sobre el nombramiento de los obispos. El 22 de octubre de 2020 el acuerdo fue prorrogado por otros dos años y en octubre de 2022 por otros dos años más.
El 22 de diciembre de 2020 Peter Liu Genzhu fue ordenado obispo de Hongdong, con la aprobación tanto del papa como del gobierno chino.
Debido a la situación particular de la Iglesia católica en China, la Santa Sede no nombra obispos para las diócesis chinas, que son sedes oficialmente vacantes incluso en presencia de obispos reconocidos por Roma.

## Episcopologio
- Petrus Cheng Yu-tang (Tch'eng) † (24 de mayo de 1932-10 de marzo de 1942 falleció)
- Josephus Gao Zong-han (Kao) † (19 de enero de 1943-marzo de 1945 renunció)
- Franciscus Han Ting-pi (Tingbi) † (9 de julio de 1950 consagrado-21 de diciembre de 1991 falleció)
  - Sede vacante
  - Josephus Sun Yuan-mo † (21 de diciembre de 1991? por sucesión-23 de febrero de 2006 falleció) (obispo clandestino)
  - Pietro Liu Genzhu, consagrado el 22 de diciembre de 2020